# Список президентів Португалії

Офіційний прапор президента Португалії

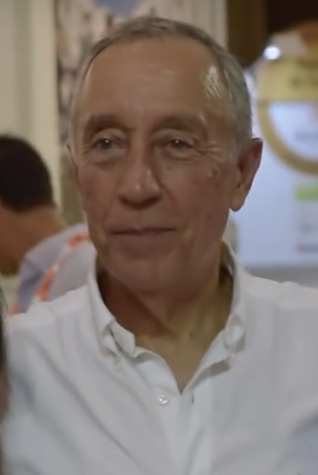
Марселу Ребелу ді Соза, президент на посаді

Повний список президентів Португальської Республіки складається з 20 глав держави в усій історії Португалії, починаючи з революції 5 жовтня 1910 року, внаслідок якої було встановлено республіканський режим правління. Цей перелік містить у собі не тільки тих осіб, які були приведені до присяги як президенти Португалії, але й тих, хто де-факто виконував обов'язки глави держави з 1910 року. Мова йде про Теофілу Брагу, який виконував ці повноваження як голова Тимчасового уряду після республіканського державного перевороту. Сюди ж відносяться Сідоніу Пайш, Мендіш Кабесадаш, Гоміш да Кошта, а також Канту і Каштру і Ошкар Кармона, які на початковому етапі не були приведені до присяги президента Республіки і зазвичай були главами уряду (прем'єр-міністрами), хоча фактично виконували ті ж функції, що і глава держави. Для отримання додаткової інформації див. примітки.
Нумерація в таблиці відображає час без перерви на посаді одного президента. Наприклад, Рамалью Еаніш виконував президентські повноваження два мандати поспіль як 16-й президент (а не 16-й і 17-й). Теофілу Брага був першим та єдиним главою Тимчасового уряду, і тому не вважається першим президентом, хоча він став главою держави, будучи, таким чином, 2-м президентом після відставки Мануела де Арріаги. Бернардіну Машаду був главою держави двічі, але не поспіль, тому вважається 3-м і 8-м президентом. Тому, у таблиці зазначені 20 президентств, але тільки 19 президентів.
Колір у таблиці відображає політичну приналежність того чи іншого президента.
Діючим президентом є Марселу Ребелу ді Соза, який переміг на президентських виборах 2016 року, та був переобраний у 2021 році.

## Президенти
| #                                                                                      | Зображення                                            | Президент                                             | Початок правління                                     | Кінець правління                                      | Партійна приналежність                                                          |
| Тимчасовий уряд Португальської Республіки (1910—1911)                                  | Тимчасовий уряд Португальської Республіки (1910—1911) | Тимчасовий уряд Португальської Республіки (1910—1911) | Тимчасовий уряд Португальської Республіки (1910—1911) | Тимчасовий уряд Португальської Республіки (1910—1911) | Тимчасовий уряд Португальської Республіки (1910—1911)                           |
| -------------------------------------------------------------------------------------- | ----------------------------------------------------- | ----------------------------------------------------- | ----------------------------------------------------- | ----------------------------------------------------- | ------------------------------------------------------------------------------- |
| -                                                                                      |                                                       | Жоакін Теофілу Фернандеш Брага                        | 5 жовтня 1910                                         | 24 серпня 1911                                        | Республіканська партія                                                          |
| Перша Португальська Республіка (1911—1926)                                             |                                                       |                                                       |                                                       |                                                       |                                                                                 |
| 1                                                                                      |                                                       | Мануел Жозе де Арріага Брун да Сілвейра і Пейрелонге  | 24 серпня 1911                                        | 25 травня 1915[В]                                     | Республіканська партія, згодом Демократична партія                              |
| 2                                                                                      |                                                       | Жоакін Теофілу Фернандіш Брага                        | 29 травня 1915                                        | 5 серпня 1915                                         | Демократична партія                                                             |
| 3                                                                                      |                                                       | Бернардіну Луїш Машаду Гімарайш                       | 6 серпня 1915                                         | 5 грудня 1917[Ф]                                      | Демократична партія                                                             |
| 4                                                                                      |                                                       | Сідоніу Бернардіну Кардозу да Сілва Пайш              | 28 квітня 1918                                        | 14 грудня 1918[З]                                     | Націонал-республіканська партія (сідоністів)                                    |
| 5                                                                                      |                                                       | Жуан ду Канту і Каштру да Сілва Антуніш               | 14 грудня 1918                                        | 5 жовтня 1919                                         | Націонал-республіканська партія (сідоністів)                                    |
| 6                                                                                      |                                                       | Антоніу Жозе де Алмейда                               | 5 жовтня 1919                                         | 5 жовтня 1923                                         | Республіканська партія еволюціоністів, згодом Ліберально-республіканська партія |
| 7                                                                                      |                                                       | Мануел Тейшейра Гоміш                                 | 5 жовтня 1923                                         | 11 грудня 1925[В]                                     | Демократична партія                                                             |
| 8                                                                                      |                                                       | Бернардіну Луїш Машаду Гімарайш                       | 11 грудня 1925                                        | 31 травня 1926[Ф]                                     | Демократична партія                                                             |
| Національна диктатура (Ditadura Nacional) / Друга Португальська Республіка (1926—1932) |                                                       |                                                       |                                                       |                                                       |                                                                                 |
| 9                                                                                      |                                                       | Жозе Мендіш Кабесадаш Жуніор                          | 31 травня 1926                                        | 17 червня 1926[Ф]                                     | Військовий офіцер                                                               |
| 10                                                                                     |                                                       | Мануел де Олівейра Гоміш да Кошта                     | 17 червня 1926                                        | 9 липня 1926[Ф]                                       | Військовий офіцер                                                               |
| Нова держава (Estado Novo) / Друга Португальська Республіка (1932—1974)                |                                                       |                                                       |                                                       |                                                       |                                                                                 |
| 11                                                                                     |                                                       | Антоніу Ошкар Фрагозу Кармона                         | 9 липня 1926                                          | 18 квітня 1951[П]                                     | Військовий офіцер, з 1932 року — Національна єдність                            |
| -                                                                                      |                                                       | Антоніу де Олівейра Салазар                           | 18 квітня 1951                                        | 21 липня 1951                                         | Національна єдність                                                             |
| 12                                                                                     |                                                       | Франсішку Іжіну Кравейру Лопіш                        | 21 липня 1951                                         | 9 серпня 1958                                         | Національна єдність                                                             |
| 13                                                                                     |                                                       | Амеріку де Деуш Родрігеш Томаш                        | 9 серпня 1958                                         | 25 квітня 1974[Ф]                                     | Національна єдність, з 1968 року — Національна єдність/Народна національна дія  |
| Третя Португальська Республіка (демократична) (1974—дотепер)                           |                                                       |                                                       |                                                       |                                                       |                                                                                 |
| 14                                                                                     |                                                       | Антоніу Себаштьяу Рібейру де Спінола                  | 25 квітня 1974                                        | 30 вересня 1974[В]                                    | Військовий офіцер                                                               |
| 15                                                                                     |                                                       | Франсішку да Кошта Гоміш                              | 30 вересня 1974                                       | 13 липня 1976                                         | Військовий офіцер                                                               |
| 16                                                                                     |                                                       | Антоніу душ Сантуш Рамалью Іаніш                      | 14 липня 1976                                         | 9 березня 1986                                        | Військовий офіцер, згодом Демократична партія відновлення                       |
| 17                                                                                     |                                                       | Маріу Алберту Нобре Лопіш Суаріш                      | 9 березня 1986                                        | 9 березня 1996                                        | Соціалістична партія                                                            |
| 18                                                                                     |                                                       | Жорж Фернанду Бранку де Сампайю                       | 9 березня 1996                                        | 9 березня 2006                                        | Соціалістична партія                                                            |
| 19                                                                                     |                                                       | Анібал Антоніу Каваку Сілва                           | 9 березня 2006                                        | 9 березня 2016                                        | Соціал-демократична партія                                                      |
| 20                                                                                     |                                                       | Марселу Нуну Дуарте Ребелу де Соза                    | 9 березня 2016                                        | нині на посаді                                        | Соціал-демократична партія                                                      |

- Дострокове припинення повноважень:

[З] — був застрелений;
[П] — помер на посаді природною смертю;
[В] — подав у відставку;
[Ф] — був примушений подати у відставку;